# Vaszurenai kara
A Vaszurenai kara (忘れないから; Hepburn: Wasurenai Kara) Gackt japán énekes kislemeze, mely 2002. április 24-én jelent meg a Nippon Crown kiadónál. Negyedik helyezett volt az Oricon heti slágerlistáján és öt hétig szerepelt rajta. Ez Gackt hatodik legsikeresebb kislemeze, 132 260 eladott példánnyal.

## Számlista
| #  | Cím                                                                    | Hossz |
| -- | ---------------------------------------------------------------------- | ----- |
| 1. | Vaszurenai kara (忘れないから; Hepburn: Wasurenai kara)                |       |
| 2. | Doomsday                                                               |       |
| 3. | Vaszurenai kara (忘れないから; Hepburn: Wasurenai kara) (Instrumental) |       |